# Santa Eulàlia de Corró d'Avall
Santa Eulàlia és una església al nucli de Corró d'Avall (Vallès Oriental) inclosa en l'Inventari del Patrimoni Arquitectònic de Catalunya. L'antiga església va ser cremada l'any 1936 i destruïda el 1939 sense que en quedés cap vestigi. L'anterior església era del s. XI amb quantitat d'afegits i reformes dels segles posteriors. L'any 1940 es va començar la construcció de nova planta, en nou emplaçament, el bosc cedit pel mas Colomer. L'arquitecte va ser Antoni Fisas. Aquest segueix el classicisme italianitzant imposat pel Noucentisme. L'obra es va acabar definitivament l'any 1954.
Església de planta de creu llatina i cúpula en el creuer. Consta de tres naus separades per mitjà de columnes amb capitells corintis, volen imitar marbre. La nau central està coberta per voltes llunetes i les naus laterals i els braços del creuer es cobreixen amb volta d'aresta. L'absis és circular i cobert amb volta de mitja taronja. Al voltant de tota l'església hi ha una cornisa circular de gust neoclàssic. Tot l'interior està arrebossat i pintat amb ciment. A l'exterior sobresurt la cúpula octogonal coronada per un cupulí cilíndric. A la façana hi ha un pòrtic amb tres trams de volta d'aresta, dues columnes cilíndriques i dues mitges columnes adossades a la paret. També de fust llis i capitells corintis. Al damunt un cos rectangular coronat per un timpà, en el centre una finestra de mig punt i quatre pilastres de capitell corinti.